# 欧阳平
欧阳平（1916年—2014年3月24日），江西兴国人，中国人民解放军将领、中国人民解放军开国少将。
早年参加中国工农红军，参与长征。后担任鲁中军区第一军分区政治部主任。第二次国共内战期间，担任第三野战军三十三军政治部主任。中华人民共和国成立后，担任南京军区炮兵政治委员，公安部队副政治委员兼政治部主任，成都军区副政治委员，济南军区副政治委员。1955年，授予中国人民解放军少将。2014年3月24日去世。